# Henrique Chaves
Henrique José Monteiro Chaves (* 16. April 1951) ist ein portugiesischer Anwalt und Politiker der portugiesischen Sozialdemokraten. In der Regierung Santa Lopes hatte er mehrere Ministerämter inne.

## Leben
Nach seiner Grundausbildung entschied sich Chaves 1969 für ein Jurastudium an der Universität Lissabon, das er 1975 mit dem in Portugal üblichen Lizentiat (licenciatura) abschloss. Er spezialisierte sich dabei auf Zivil-, Handels- und Mietrecht.
Nachdem er zeitweise als Anwalt und auch beim portugiesischen Anwaltsverband (Ordem dos Advogados) gearbeitet hatte, war er zwischen 1974 und 1975 als Generalsekretär des portugiesischen Verbandes der nicht täglich erscheinenden Presse tätig. Zwischen 1975 und 1976 hatte er in der VI. provisorischen Regierung das Amt des Assistenten des Staatssekretärs für Justizielle Angelegenheiten inne.
Henrique Chaves ist einer der Gründer der recht-liberalen portugiesischen Sozialdemokraten und war auch einer der ersten sozialdemokratischen Stadträte im Lissabonner Rathaus nach der Nelkenrevolution. Für zwei Legislaturperioden war Chaves auch Bürgermeister der Lissabonner Stadtgemeinde Lapa. Im Laufe seines Lebens hatte er zudem zahlreiche weitere Ämter und Posten innerhalb der PSD inne. Zwischen 1992 und 2002 war Chaves Abgeordneter in der Assembleia da República für den Stimmbezirk Lissabon.
Nachdem der damalige Premierminister José Manuel Barroso im Juli 2004 zurückgetreten war und Pedro Santana Lopes die Regierungsgeschäfte übernommen hatte, wurde Chaves als Assistent des Premierministers im Range eines Ministers berufen. Dieses Amt übte er zwischen dem 17. Juli 2004 und dem 24. November 2004 aus. Im Rahmen einer größeren Kabinettsumbildung übernahm er darauf das Amt des Ministers für Sport und Jugend, von dem er jedoch bereits nach vier Tagen wieder zurücktrat. Er begründete dies mit der fehlenden Loyalität Pedro Santa Lopes’ ihm gegenüber. Besonders dieser überraschende Rücktritt galt vielen Beobachtern als einer der Hauptgründe für den Entschluss des damaligen portugiesischen Staatspräsidenten, das Parlament aufzulösen und Neuwahlen auszuschreiben.
Chaves ist verheiratet und hat zwei Kinder.
| Personendaten    | Personendaten                                                             |
| ---------------- | ------------------------------------------------------------------------- |
| NAME             | Chaves, Henrique                                                          |
| ALTERNATIVNAMEN  | Chaves, Henrique José Monteiro (vollständiger Name)                       |
| KURZBESCHREIBUNG | portugiesischer Anwalt und Politiker der portugiesischen Sozialdemokraten |
| GEBURTSDATUM     | 16. April 1951                                                            |